# カネロネス県
カネロネス県（カネロネスけん、西: Departamento de Canelones）は、ウルグアイ南部の県。県都はカネロネス。

## 歴史
1830年にウルグアイで最初に設立された9県のうちの一つ。しかしながら、その県境は当時と比べほとんど変化していない。

## 地理
南の県境の一部はラ・プラタ川により形成されている。
県の面積は、19ある県の中で2番目に小さい。

## 経済
主要な産業は農業である。とりわけブドウ栽培が盛んに行われており、ウルグアイワインの生産の根幹を支えている。その他にも、トウモロコシや多種多様な野菜や果物を生産している。
県東部の沿岸地域では観光業が重要な収入源になっており、アトランティダの様な観光都市の開発も行っている。

## 隣接する県
- フロリダ県
- ラバジェハ県
- マルドナド県
- モンテビデオ県
- サン・ホセ県

## 主な都市
2011年の国勢調査で、人口1万人以上だった都市を挙げる。
| 都市                   | 人口    |
| ---------------------- | ------- |
| カネロネス             | 19,865  |
| シウダ・デ・ラ・コスタ | 113,257 |
| ラ・パス               | 20,524  |
| ラス・ピエドラス       | 71,258  |
| パンド                 | 25,947  |
| バロス・ブランコス     | 31,650  |
| プログレソ             | 16,244  |
| サンタ・ルシーア       | 16,742  |